# Józefa Joteyko
Józefa Joteyko (Poczujki, 29 gennaio 1866 – Varsavia, 24 aprile 1928) è stata una scienziata polacca, nota per il suo lavoro nei campi della fisiologia, della psicologia e della pedagogia.

## Biografia

### Formazione e carriera accademica
La sua famiglia apparteneva alla nobiltà intellettuale polacca, che le permise di ricevere un'educazione di alto livello. Iniziò i suoi studi di medicina a San Pietroburgo, dove fu allieva di illustri scienziati come Ivan Pavlov. Continuò i suoi studi a Mosca, dove si specializzò in fisiologia, prima di trasferirsi a Parigi per proseguire le sue ricerche al Collège de France, sotto la guida di illustri professori come Étienne-Jules Marey, un pioniere della cronofotografia e della fisiologia del movimento.
A Parigi, Joteyko si immerse negli ambienti intellettuali e scientifici più avanzati dell'epoca, partecipando attivamente alle discussioni scientifiche e pubblicando i suoi primi lavori. Infine, si trasferì a Bruxelles, dove conseguì il dottorato in scienze nel 1896 con una tesi innovativa sulla fisiologia del lavoro muscolare, che le permise di affermarsi come una delle principali esperte nel campo emergente della psicofisiologia.

## Ricerca scientifica

### Contributi alla fisiologia e alla psicologia
Il lavoro di Joteyko in fisiologia e psicologia ha portato a numerose scoperte significative. Nella sua ricerca sulla fatica muscolare, ha utilizzato metodologie sperimentali avanzate per misurare l'energia spesa durante l'attività fisica e mentale. Ha dimostrato che la fatica non è solo una condizione fisica ma anche psicologica, influenzata da fattori come la motivazione e lo stato emotivo. Queste ricerche hanno avuto un impatto duraturo sulla comprensione del lavoro umano e sulla gestione della produttività.
In psicologia, Joteyko ha esplorato il processo di apprendimento nei bambini, proponendo che l'educazione debba basarsi su principi scientifici che considerino lo sviluppo fisico e psicologico. Ha sviluppato test psicometrici per valutare le capacità intellettive dei bambini, anticipando metodi moderni di valutazione psicologica. Il suo lavoro ha influenzato profondamente l'approccio educativo, promuovendo l'idea che l'insegnamento dovrebbe essere adattato alle caratteristiche individuali di ogni studente.

### Attività e collaborazioni
Oltre alle sue ricerche, Joteyko ha lavorato in collaborazione con importanti scienziati e educatori del suo tempo. Una delle sue collaborazioni più significative è stata con Ovide Decroly, un educatore belga noto per il suo metodo educativo basato sulle necessità e gli interessi dei bambini. Insieme, hanno lavorato presso l'Istituto Jean-Jacques Rousseau a Bruxelles, sviluppando programmi educativi innovativi che combinavano le scienze naturali e la pedagogia.
Joteyko ha anche collaborato con Julian Ochorowicz, un pioniere della psicologia sperimentale in Polonia, con il quale ha condiviso interessi comuni nella ricerca sulla psicofisiologia e la telepatia. La loro collaborazione ha portato a studi pionieristici sulla percezione extrasensoriale e il potenziale umano, sebbene questi aspetti del suo lavoro siano meno noti e talvolta controversi.

## Riconoscimenti e impatto culturale
Durante la sua carriera, Joteyko ha ricevuto numerosi riconoscimenti per il suo lavoro. È stata membro attivo di varie società scientifiche, tra cui la Società di Psicologia di Parigi e l'Associazione Internazionale di Psicologia. Ha partecipato a conferenze internazionali e ha pubblicato i suoi lavori in prestigiose riviste scientifiche, contribuendo alla diffusione delle sue idee innovative.
Il suo impatto si è esteso oltre la comunità scientifica, influenzando anche le politiche educative. Le sue idee sull'educazione scientifica dei bambini hanno ispirato riforme educative in diversi paesi europei, promuovendo un approccio più olistico e scientifico all'insegnamento.

### Eredità
Josefa Joteyko è ricordata come una delle prime scienziate a integrare la fisiologia, la psicologia e la pedagogia in un approccio interdisciplinare. La sua eredità vive attraverso i moderni metodi educativi che continuano a basarsi sulle sue intuizioni scientifiche. La sua ricerca ha posto le basi per future esplorazioni nel campo della psicologia dell'educazione e delle scienze cognitive, influenzando generazioni di ricercatori ed educatori.

## Pubblicazioni (parziali)
Tra le sue pubblicazioni più significative si trovano:
- "La fatigue et la respiration" (La fatica e la respirazione): In questo lavoro, Joteyko esplora il legame tra la fatica fisica e le funzioni respiratorie, offrendo una comprensione dettagliata di come la fatica influisca sulle capacità fisiche e cognitive.
- "Les bases scientifiques de l’éducation" (Le basi scientifiche dell'educazione): Questo libro propone una riforma dell'educazione basata su principi scientifici, sottolineando l'importanza di considerare lo sviluppo psicofisiologico dei bambini.
- Numerosi articoli sulla psicologia sperimentale e la fisiologia del lavoro: Questi lavori sono stati pubblicati in riviste scientifiche dell'epoca e hanno contribuito a stabilire nuovi standard nel campo della ricerca psicofisiologica.